# Улісс (Нью-Йорк)
Улісс (англ. Ulysses) — місто (англ. town) в США, в окрузі Томпкінс штату Нью-Йорк. Населення — 4890 осіб (2020). 
Місто названо на честь героя «Одіссеї».

## Демографія
Згідно з переписом 2010 року, у місті мешкало 4900 осіб у 2138 домогосподарствах у складі 1371 родини. Було 2383 помешкання
Расовий склад населення:
| - 95,0 % — білих - 1,0 % — чорних або афроамериканців - 1,0 % — азіатів - 0,3 % — корінних американців - 0,1 % — вихідців з тихоокеанських островів |

До двох чи більше рас належало 2,2 %. Частка іспаномовних становила 2,0 % від усіх жителів.
За віковим діапазоном населення розподілялося таким чином: 20,1 % — особи молодші 18 років, 62,7 % — особи у віці 18—64 років, 17,2 % — особи у віці 65 років та старші. Медіана віку мешканця становила 45,9 року. На 100 осіб жіночої статі у місті припадало 89,8 чоловіків;  на 100 жінок у віці від 18 років та старших — 85,6 чоловіків також старших 18 років.
Середній дохід на одне домашнє господарство  становив 85 016 доларів США (медіана — 68 551), а середній дохід на одну сім'ю — 104 211 долар (медіана — 87 581). Медіана доходів становила 70 441 долар для чоловіків та 50 485 доларів для жінок. За межею бідності перебувало 10,3 % осіб, у тому числі 17,8 % дітей у віці до 18 років та 7,1 % осіб у віці 65 років та старших.
Цивільне працевлаштоване населення становило 2764 особи. Основні галузі зайнятості: освіта, охорона здоров'я та соціальна допомога — 37,4 %, науковці, спеціалісти, менеджери — 11,7 %, мистецтво, розваги та відпочинок — 10,9 %.